# وباء إنفلونزا الألعاب الأولمبية الشتوية لعام 1998
وباء إنفلونزا الألعاب الأولمبية الشتوية لعام 1998 1998 Winter Olympics flu epidemic هو تفشي إنفلونزا حدث أثناء دورة الألعاب الأولمبية الشتوية لعام 1998 في مدينة ناغانو باليابان.

## التفشي
خلال فصل الشتاء عامي 1998-1999، انتشر وباء في اليابان بدا أنه مرتبط بالإنفلونزا. وبعد إجراء المزيد من الأبحاث، اكتشف أن تفشي المرض ناجم عن فيروس الأنفلونزا من النوع أ وفيروس التهاب الدماغ الياباني.  أصيب ما يقرب من 900 ألف شخص بالمرض وتوفي ما لا يقل عن 20 شخص، بما في ذلك 17 تلميذ وثلاثة من كبار السن، بسبب فيروس الإنفلونزا. 

## خلال الألعاب الأولمبية
في 9 فبراير 1998 حذرت اللجنة الأولمبية الدولية المنافسين المتنافسين في الألعاب الأولمبية الشتوية من سلالة من الإنفلونزا ضربت منطقة جبال الألب اليابانية. انتشر وباء الإنفلونزا في جميع أنحاء اليابان، مما أدى إلى إغلاق العديد من المدارس في جميع أنحاء البلاد. وتم نقل زوجة رئيس الوزراء آنذاك ريوتارو هاشيموتو ، كوميكو، إلى المستشفى بسبب إصابتها بالفيروس.

### التأثير على النتائج
اضطر العديد من الرياضيين إلى الانسحاب أو تقديم أداء دون المستوى بسبب تفشي الأنفلونزا، بما في ذلك المتزلج الفني الروسي أليكسي ياجودين ،  والمتزلجين الفنيين الكنديين إلفيس ستويكو (الذي ألقى باللوم في فوزه بالميدالية الفضية على "ألم في الفخذ وأنفلونزا قاسية") وماري كلود سافارد جاجنون.